# جون تیلور (بازیکن فوتبال)
جون تیلور (انگلیسی: Jon Taylor؛ زادهٔ ۲۰ ژوئیهٔ ۱۹۹۲) بازیکن فوتبال اهل بریتانیا است.
از باشگاه‌هایی که در آن بازی کرده است می‌توان به باشگاه فوتبال پیتربورو یونایتد و باشگاه فوتبال شروزبری تاون اشاره کرد.